# 안성 3.1운동기념관
안성 3.1운동기념관은 경기도 안성시 원곡면 칠곡리에 있는 안성시 공립기념관이다. 

## 소개
1919년 3월 1일 안성군 원곡면과 양성면 일원에서 일어났던 안성군 지역 만세운동을 기념하여 설립된 기념관이다. 안성군 지역에서 원곡면과 양성면 일원에서 원주민들이 서울에서 일어났던 3.1 만세운동에 큰 영향을 받아 일제의 침략에 항거하여 독립운동을 하였던 안성군 지역 애국자 및 독립운동가들의 발자취를 소개하고 있다. 
그 당시 안성군 독립운동가인 최은식, 이유석 등이 원곡면에서 만세운동을 주도하였으며 만세고개를 넘어 양성면으로 전래되어서 양성면 면사무소와 주재소를 불태우고 우편소를 파괴하였으며 주재소와 사무소에 내걸렸던 일장기를 끌어내어서 불태우고 일본인 상점 등을 파괴하고 감옥에 갇힌 조선인들을 탈출시키는 2일간의 해방기를 통해서 안성 지역 독립운동의 당위성을 전하고 있다. 
이에 일제는 만세운동에 참여한 원주민들을 붙잡아 학살하고 남은 자들은 안성경찰서로 연행하여 고문과 투옥을 시키고 일부 참가자들을 수배하고 일부 민간인들의 집을 불태웠다.

## 현황
안성군 지역 애국자 및 독립운동가들의 위패를 모신 광복사(光復祠)가 있으며 당시 양성주재소와 양성우편소 재현 건물이 전시되어있고 안성 독립운동을 기념하는 기념탑이 있다. 